# Дубівка (притока Буків)
Дубівка — річка  в Україні, у  Маловисківському районі Кіровоградської області, ліва притока  Буків (басейн Південного Бугу).

## Опис
Довжина річки приблизно 11 км. Формується з багатьох безіменних струмків.  

## Розташування
Бере  початок на південному сході від Олександрівки. Тече переважно на південний захід через село Злинку (колишня назва Новоукраїнськ) і впадає у річку Буки, праву притоку Плетеного Ташлику.